# الدیا دل فرسنو
الدیا دل فرسنو (به اسپانیایی: Aldea del Fresno) یک شهرستان در اسپانیا است که در مادرید (بخش خودمختار) واقع شده‌است.

## خصوصیات
الدیا دل فرسنو ۵۱٫۷۸ کیلومترمربع مساحت و ۲٬۵۵۹ نفر جمعیت دارد.